# Vetlanda (stad)
Vetlanda is de hoofdstad van de gemeente Vetlanda in het landschap Småland en de provincie Jönköpings län in Zweden. De plaats heeft 12691 inwoners (2005) en een oppervlakte van 987 hectare. De plaats kreeg stadsrechten op 1 januari 1920 toen had de stad een inwoneraantal van 3015.

## Verkeer en vervoer
Bij de plaats lopen de Riksväg 28, Riksväg 31, Riksväg 32, Riksväg 47, Länsväg 125 en Länsväg 127.
De plaats heeft een station.

## Sport
Vetlanda BK is een bandyclub uit Vetlanda.

## Geboren in Vetlanda
- Lena Philipsson, zangeres